# Hidrotalcit
Hidrotalcit je antacid i antiulkusni terapeutik. Odgovara prirodnom hidrotalcitu i zbog svoje mrežno-slojevite strukture novi je tip u nizu antacida. 

## Farmakoterapijska skupina i djelovanje
Djeluje jednako dobro kod svakodnevnih povremenih želučanih tegoba te kod prekomjernog izlučivanja želučane kiseline i njezinih posljedica za koje liječnik smatra da je potrebna dugotrajna primjena. Suspenzija djeluje vrlo brzo zbog svog oblika i osigurava trajno zaštitno djelovanje na sluznicu. Neutralizacija želučane kiseline odvija se stupnjevito i ovisno o količini želučane kiseline. Nakon uzimanja hidrotalcita razina pH u želucu u nekoliko se sekundi povisi na terapijski optimalno područje pH 3-5 i ostane takva od 75 do 90 minuta. 

Dugotrajno djelovanje posljedica je mrežno-slojevite strukture: iz netopive monosupstancije u prisutnosti kiseline istodobno se oslobađaju ioni aluminija i magnezija, koji kiselinu neutraliziraju. Reakcija se zaustavi kad je neutralizirana sva suvišna kiselina. Preostali hidrotalcit ostaje kao "tiha rezerva" u želucu i aktivira se pri ponovnoj hiperacidnosti. Prednost hidrotalcita nije samo u brzini smanjivanja prekomjerne želučane kiseline već i naknadno kočenje djelovanja pepsina i žučnih kiselina, koji osim kiseline također mogu izazvati želučane tegobe. 

Hidrotalcit ne uzrokuje ponovno izlučivanje kiseline. Kod želučanih tegoba pomaže brzo i djeluje dugo.

## Terapijske indikacije
- dispepsija
- akutna i kronična upala želučane sluznice (gastritis)
- ulkus na želucu i dvanaesniku.

## Mjere opreza
Bolesnici s poremećenim radom bubrega ne smiju uzimati velike doze.

## Interakcije
Hidrotalcit se ne smije uzimati istodobno s nekim drugim lijekovima (npr. tetraciklinima ili fluorokinolonima, kao što su npr. ciprofloksacin i ofloksacin) jer može utjecati na njihovu apsorpciju. Zato se drugi lijekovi moraju uzeti od 1 do 2 sata prije ili poslije uzimanja hidrotalcita 

## Trudnoćaidojenje
Ispitivanjima embriotoksičnosti i teratogenosti kod štakora nisu dokazani takvi učinci. Podataka o prelaženju lijeka u majčino mlijeko nema.

## Doziranje
Učinkovita je doza od 500 do 1000 mg hidrotalcita od tri do četiri puta na dan, a bolesnik je mora uzeti od 1 do 2 sata poslije jela, prije nego što ode spavati ili ako se pojave želučane tegobe. Kod peptičkog ulkusa učinkovita je doza 1000 mg hidrotalcita od tri do četiri puta na dan.

## Nuspojave
Pri uzimanju velikih doza izmet može biti mekan i kašast, a bolesnik mora češće na zahod. Ako se uzimaju preporučene doze, te su pojave rijetke. 